# Saint-Félix-de-Lodez
Saint-Félix-de-Lodez este o comună în departamentul Hérault din sudul Franței. În 2009 avea o populație de 1.128 de locuitori.

## Evoluția populației
| An        | 1975 | 1982 | 1990 | 1999 | 2006  | 2009  |
| --------- | ---- | ---- | ---- | ---- | ----- | ----- |
| Populație | 518  | 527  | 600  | 742  | 1.054 | 1.128 |